# Cladonia cyathomorpha
Cladonia cyathomorpha Stirt. ex Walt. Watson (1935), è una specie di lichene appartenente al genere Cladonia,  dell'ordine Lecanorales.
Il nome proprio deriva dal greco κύαθος kyathos, che significa tazza, piccolo recipiente, e dal greco μορφή morphé, cioè forma, guisa, ad indicare appunto la forma di piccola tazza che mostrano gli apoteci.

## Caratteristiche fisiche
Il sistema di riproduzione è principalmente asessuato, attraverso i soredi o strutture similari, quali ad esempio i blastidi. Il fotobionte è principalmente un'alga verde delle Trentepohlia, di preferenza una Trebouxia.

## Habitat
Questa specie si adatta soprattutto a climi di tipo temperato fresco o montano dell'area circumboreale. Rinvenuta su briofite epilitiche e su muschi nelle parti basali degli alberi dove vi è molta umidità. Nelle zone dove è presente è abbastanza diffusa, ma non si può definirla comune. Predilige un pH del substrato intermedia fra molto acido e subneutro fino a subneutro puro. Il bisogno di umidità è piuttosto igrofitico.

## Località di ritrovamento
La specie è stata rinvenuta nelle seguenti località:
- Spagna (Castiglia e León);
- Argentina, Gran Bretagna, Irlanda, Islanda, Isole Azzorre, Isole Canarie, Norvegia, Portogallo, Svezia.

In Italia questa specie di Cladonia è estremamente rara:
- Trentino-Alto Adige, non è stata rinvenuta
- Val d'Aosta, non è stata rinvenuta
- Piemonte, non è stata rinvenuta
- Lombardia, non è stata rinvenuta
- Veneto, non è stata rinvenuta
- Friuli, non è stata rinvenuta
- Emilia-Romagna, non è stata rinvenuta
- Liguria, non è stata rinvenuta
- Toscana, non è stata rinvenuta
- Umbria, non è stata rinvenuta
- Marche, non è stata rinvenuta
- Lazio, non è stata rinvenuta
- Abruzzi, non è stata rinvenuta
- Molise, non è stata rinvenuta
- Campania, non è stata rinvenuta
- Puglia, non è stata rinvenuta
- Basilicata, non è stata rinvenuta
- Calabria, poco rara lungo il versante tirrenico e in parte delle zone interne
- Sicilia, non è stata rinvenuta
- Sardegna, poco rara sul lato occidentale dell'isola e nelle zone interne; assente lungo la costa orientale.[2]

## Tassonomia
Questa specie non è ancora attribuita ad una sezione precisa; a tutto il 2008 sono state identificate le seguenti forme, sottospecie e varietà:
- Cladonia cyathomorpha f. cyathomorpha Stirt. ex Walt. Watson (1935).
- Cladonia cyathomorpha f. lophyra Walt. Watson (1939).